# Jürgen Kasten

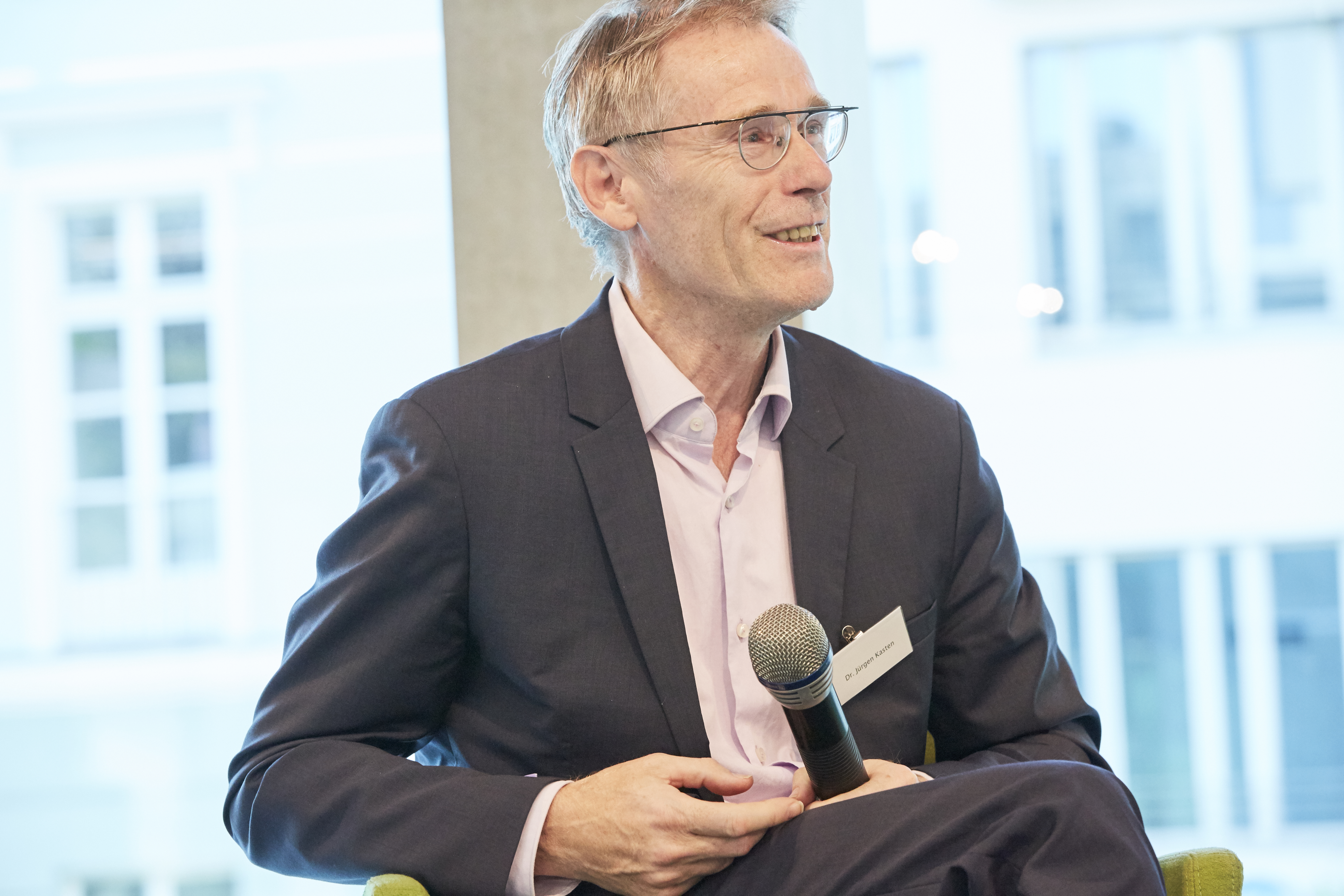
Jürgen Kasten, 2017

Jürgen Kasten (* 1954 in Warberg) ist ein deutscher Filmwissenschaftler.

## Werdegang
Kasten studierte Theaterwissenschaft, Germanistik und Psychologie an der Technischen Universität Braunschweig und der Freien Universität Berlin. In seiner Dissertation untersuchte er den Einfluss des Theaters auf den expressionistischen Film.
Er war Lehrbeauftragter am Institut für Theaterwissenschaft der FU Berlin. 
Als freier Journalist schrieb er in der Neuen Zürcher Zeitung und dem Filmbulletin.
Er war Geschäftsführer des Verbandes Deutscher Drehbuchautoren e.V. Berlin.

## Veröffentlichungen
- mit Möller, K. D. und Wulff, H. J. (Hrsg.) Der expressionistische Film. Abgefilmtes Theater oder avantgardistisches Erzählkino. Maks-Verlag, Hermannstadt 1991, ISBN 3-888-1-1546-9.
- Carl Mayer, Filmpoet: ein Drehbuchautor schreibt Filmgeschichte. Vistas Verlag, Berlin 1994, ISBN 3-891-5-8109-2.
- Film schreiben: eine Geschichte des Drehbuches. Hora-Verlag, Hermannstadt 1990, ISBN 3-213-0-0035-3.[2]
- mit Armin Loacker (Hrsg.) Richard Oswald: Kino zwischen Spektakel, Aufklärung und Unterhaltung. Verlag Filmarchi Austria, Wien 2005, ISBN 978-3-901-93268-7.
- mit Jeanpaul Goergen (Hrsg.): Henny Porten – Gretchen und Germania: neue Studien über den ersten deutschen Filmstar. Verlag CineGraph, 2012, ISBN 978-3-936-77407-8.